# Oenotrus (bướm đêm)
Oenotrus là một chi bướm đêm thuộc họ Geometridae.